# The Night of Enitharmon's Joy
The Night of Enitharmon's Joy (en français : « La nuit de joie d'Enitharmon »), autrement connue sous le nom de Triple Hecate ou simplement Hecate, est une œuvre du poète et artiste William Blake, datée de 1795. Elle représente Enitharmon, personnage féminin issue de la mythologie de l'auteur, ou Hécate, déesse chtonienne gréco-romaine de la magie et des mondes souterrains. L’œuvre dépeint une scène cauchemardesque, peuplée de créatures fantastiques,.
Comme d'autres productions de Blake, telles que The Ghost of a Flea («  Le fantôme de la puce »), l’œuvre fait partie de la collection privée de W. Graham Robertson, qui la présente à la Tate Gallery en 1939. Cette aquarelle est considérée comme une des plus brillantes et signifiantes œuvres de William Blake.

## Analyse de l’œuvre

### Description de l’œuvre
Jenijoy La Belle, dans son article Blake's Visions and Re-Visions of Michaelangelo, décrit ainsi la composition de la Triple Hecate : 

« Elle est triple, selon la mythologie : une fille et un garçon dissimulent leur visage dans son dos. Sa main gauche repose sur un livre de magie; son pied gauche est étendu. Elle est assistée d'un âne mangeant du chardon, de la chouette funèbre de la fausse sagesse, d'une tête de crocodile (l'hypocrisie assoiffée de sang), et d'une chauve-souris à tête de chat. »

 La figure d'Hécate n'est pas étrangère à la poésie de Blake. Dans son poème Then she bore pale desire, le poète compare ainsi le pouvoir de la haine à celui de la déesse grecque :
« The Gods all serve her at her will; so great her Power is, like fabled Hecate, she doth bind them to her law. »

« Les Dieux la servent à l'envi ; et son pouvoir est si grand que, comme l'Hécate légendaire, elle les soumet à sa loi »
La Triple Hecate ne fait pas seulement écho aux œuvres littéraires de Blake, mais également à ses aquarelles. Martin Butlin fait du tableau le pendant négatif de La Pitié, réalisée par Blake en 1795. Dans cette dernière œuvre, la pitié offre une « possibilité de salut » dans un monde en ruines, là où la sorcellerie et les malédictions, associés à Hécate, sont des facteurs de perdition.

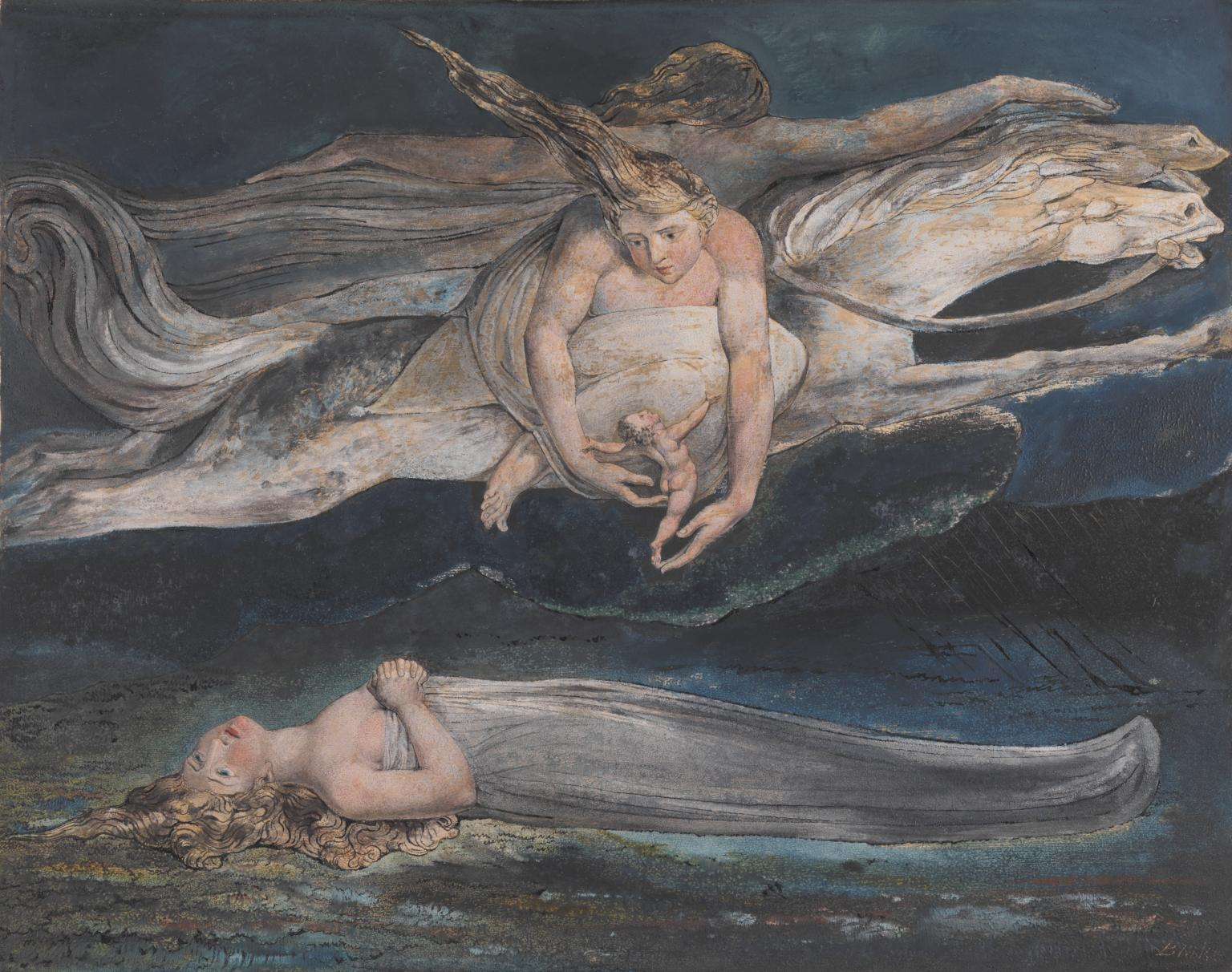
La Pitié, William Blake, ca. 1794

### Influences artistiques et littéraires

#### Michel-Ange
Blake s'inspire souvent de Michel-Ange pour créer et composer des images épiques. L'influence du maître est perceptible dans la création de nombreux héros et personnages mythiques de la galerie du peintre. La position de la déesse dans The Triple Hecate s'inspire ainsi de l'esquisse du Reposing Traveller de Blake, elle-même reprise d'une fresque de Michel-Ange.

#### Shakespeare
Nonobstant les interprétations faisant de cette œuvre une représentation des Parques romaines ou des Moires grecques, certains voient dans le Macbeth de Shakespeare une source contemporaine d'inspiration pour William Blake. En effet, à l'époque de la création de cette œuvre, la pièce connaissait un regain d'attention, et avait déjà été jouée neuf fois. L’œuvre représenterait ainsi Hécate, écoutant en coulisses la célèbre litanie des trois sorcières, chantée à l'acte IV, scène 1 :
« Filet de couleuvre de marais,

Dans le chaudron bous et cuis.

Œil de salamandre, orteil de grenouille,

Poil de chauve-souris et langue de chien,

Langue fourchue de vipère, dard de reptile aveugle,

Patte de lézard, aile de hibou,

Pour faire un charme puissant en trouble,

Bouillez et écumez comme une soupe d’enfer. »
— Shakespeare, Macbeth, traduction de François-Victor Hugo, 1866
La mention de la chauve-souris, du hibou, de la grenouille et du serpent, attributs de la sorcellerie que domine la déesse Hécate et pour certains représentés dans l’œuvre, confirmerait cette hypothèse. Geoffrey Keynes, décrivant le tableau, écrit ainsi : 

« Hecate, an infernal Trinity, crouches in the centre. An evil winged spectre hovers over her. On her left an ass is grazing on rank vegetation, while an owl and a great toad watch from between rocks. The theme of the Moon Goddess is derived from Shakespeare's Midsummer Night's Dream. »

« Hécate, une Trinité infernale, se tient accroupie au centre. Un spectre démoniaque pourvu d'ailes se tient au-dessus d'elle. A sa gauche, un âne se repaît d'herbages, pendant qu'une chouette et un hibou regardent la scène depuis des rochers. Le thème de la déesse de la Lune est dérivée du Songe d'une nuit d'été de Shakespeare. »

Hécate est également invoquée dans Hamlet, par le comédien Lucianus dans une scène de théâtre dans le théâtre représentant l'assassinat du roi : "With Hecate's ban thrice blasted, thrice infected, thy natural magic and dire property on wholesome life usurp immediately" (« Trois fois flétries, trois fois infectées par l’imprécation d’Hécate, que ta nature magique et ta cruelle puissance envahissent sans retard la vie encore saine »).

#### Europe, a Prophecy
Blake publie son ouvrage Europe, a Prophecy en 1794. Selon S. Foster Damon, la majorité du livre "is devoted to the night of Enitharmon's joy, when she establishes her Woman's World with its false religion of chastity and vengeance: a religion of eighteen hundred years, which is the error of official Christianity." (« est dédié à The night of Enitharmon's joy, quand elle établit son monde des femmes avec sa fausse religion de chasteté et de vengeance : une religion de dix-huit siècles, qui est l'erreur du christianisme officiel" »). En d'autres mots, le livre représenterait le triomphe de la volonté féminine sur la chrétienté patriarcale,,.

Enitharmon est décrite comme the Moon of love to Los's Sun (« La Lune de l'amour pour le Soleil de Los »), d'où sa relation avec Hécate, une des trois déesses de la lune aux côtés de Diane/Artémis et de Séléné. Dans Europe, a Prophecy, la nuit d'Enitharmon est présentée de cette manière :
« Now comes the night of Enitharmons joy!

Who shall I call? Who shall I send?

That Woman, lovely Woman! may have dominion

Arise O Rintrah thee I call! & Palamabron thee.

Go! tell the human race that Womans love is Sin!

That an Eternal life awaits the worms of sixty winters

In an allegorical abode where existence hath never come:

Forbid all Joy, & from her childhood shall the little female

Spread nets in every secret path »